# Andrei Golban
Andrei Golban (Chișcăreni, URSS, 17 de marzo de 1974) es un deportista moldavo que compitió en judo. Ganó una medalla de plata en el Campeonato Europeo de Judo de 1998 en la categoría de –73 kg.
Participó en los Juegos Olímpicos de Atlanta 1996, donde finalizó decimoséptimo en la categoría de –71 kg.

## Palmarés internacional
| Campeonato Europeo | Campeonato Europeo | Campeonato Europeo | Campeonato Europeo |
| Año                | Lugar              | Medalla            | Categoría          |
| ------------------ | ------------------ | ------------------ | ------------------ |
| 1998               | Oviedo (España)    | Medalla de plata   | –73 kg             |